# Deep
Deep és una pel·lícula d'animació de 2017 coproduïda entre Espanya, Suïssa i Bèlgica. Està escrita i dirigida per Julio Soto Gurpide i produïda pels laboratoris The Thinklab, Kraken Films, UMedia, Grid animation amb Silver Reel i ajuda de l'ICAA i de Televisió Espanyola. Va rebre un ajut Imedia al desenvolupament de 60.000 euros. Està rodada en anglès.

## Sinopsi
En un món abissal del futur any 2100, on els humans han abandonat la Terra i on els oceans es desborden, Deep, un temerari pop dumbo, l'últim de la seva espècie, i els seus dos millors amics, Evo. , un peix llanterna covard i ximple, i l'Alice, una gamba boreal neuròtica, continuen prosperant a les profunditats de l'oceà. Obligats a trobar una nova llar, s'enfrontaran a enemics formidables i experimentaran situacions divertides durant la seva missió de recerca del catxalot Nathan, únic que els podria ajudar, fins a arribar a la ciutat de Nova York submergida.

## Crítiques
| «                                    | "No hi ha argument o personatges pròpiament dits ni efectes d'animació sorprenents, ni tan sols merament convincents, en l'odissea oceànica per salvar la Terra. (...) Puntuació: ★ (sobre 5)" | » |
| — Francisco Marinero: Diari El Mundo | |   |

| «                              | "Té el nítid propòsit d'entretenir als més petits (...) És una explosió de llum de color (...) guió que, malgrat les seves troballes (...) no trasllueix la cura que conté la resta de la proposta. (...) Puntuació: ★★★ (sobre 5)" | » |
| — Sergio F. Pinilla: Cinemanía | |   |

## Nominacions
Ha estat nominada a la millor pel·lícula d'animació de les Medalles del Cercle d'Escriptors Cinematogràfics de 2017 als Premis Cinematogràfics José María Forqué de 2018, al Goya a la millor pel·lícula d'animació al Premi Platino a la millor pel·lícula d'animació i al Gaudí a la millor pel·lícula d'animació.